# Amphineurus subglaber
Amphineurus subglaber là một loài ruồi trong họ Limoniidae. Chúng phân bố ở miền Australasia.